# Vallio Terme
Vallio Terme – miejscowość i gmina we Włoszech, w regionie Lombardia, w prowincji Brescia.
Według danych na rok 2004 gminę zamieszkiwało 1146 osób, 76,4 os./km².